# ديريك فيرنانديز
ديريك فيرنانديز (بالإنجليزية: Derek Fernandes)‏ هو كاهن كاثوليكي هندي، ولد في 14 مايو 1954.